# Adam Mauersberger
Adam Mauersberger (ur. 3 września 1910 w Warszawie, zm. 3 września 1988) – polski historyk, krytyk literacki, eseista, tłumacz, w latach 1957–1969 dyrektor Muzeum Adama Mickiewicza w Warszawie (obecnie Muzeum Literatury im. Adama Mickiewicza).

## Życiorys
Pochodził z zamożnej rodziny saskiej, która osiadła w Warszawie w końcu XVIII w. Syn Kazimierza. Humanista, przyjaciel Witolda Gombrowicza i wielu innych literatów i artystów, których poznał prowadząc z siostrą Zofią salon artystyczno-literacki. Studiował historię (pod kierownictwem Stanisława Arnolda), napisał pracę dyplomową – monografię Aleksandra Colonna-Walewskiego – (pod kierunkiem Marcelego Handelsmana), ale zaniechał jej obrony. Był pierwowzorem (utrwalonym w dramacie pod własnym nazwiskiem) jednej z postaci niedokończonej przez Gombrowicza i wydanej po śmierci pisarza Historii. W 1946 r. zainicjował użycie terminu „Druga Rzeczpospolita” na określenie państwowości polskiej w latach 1918–1944. Uczynił to w artykule „Druga i Trzecia Rzeczpospolita” na łamach tygodnika „Odrodzenie”, nr 15 (72), w którym Polskę powojenną nazwał „Trzecią Rzeczpospolitą”. W latach 1957–1970 był dyrektorem Muzeum Adama Mickiewicza. Był inspiratorem powstania Muzeum Józefa Ignacego Kraszewskiego w Dreźnie. W grudniu 1975 roku był sygnatariuszem protestu przeciwko zmianom w Konstytucji Polskiej Rzeczypospolitej Ludowej (List 59). 
Adamowi Mauersbergerowi poświęcił Marek Nowakowski szkic biograficzny Wizerunek (występuje tam jako M.) zamieszczony w tomie opowiadań „Grisza, ja tiebie skażu...”.
Pochowany na cmentarzu Powązkowskim (kwatera C-3-22,23).

## Ordery i odznaczenia
- Krzyż Komandorski Orderu Odrodzenia Polski (25 kwietnia 1956)[6]
- Krzyż Kawalerski Orderu Odrodzenia Polski (11 lipca 1955)[7]
- Medal 10-lecia Polski Ludowej (19 stycznia 1955)[8]
- Złota Odznaka honorowa „Za Zasługi dla Warszawy” (17 stycznia 1963)[9]

## Opracowania (wybór)
- Objaśnienia do „Trybuny Ludów” Adama Mickiewicza
- Wstęp do „Opisu podróży do Australii” Seweryna Korzelińskiego
- Przedmowa do „Poezji” Marii Pawlikowskiej-Jasnorzewskiej
- Przedmowa do „Peregrynacji do Ziemi Świętej księcia Radziwiłła-Sierotki”
- Przekład „Spadkobierców pana Rambourdin” Émile’a Zoli
- Edycja zbioru listów, wierszy i rozmów 1817–1830 Adama Mickiewicza